# Elka Krajewska (artystka)
Elka (właśc. Elżbieta) Krajewska (ur. 1967 w Warszawie) – polska artystka interdyscyplinarna, także poetka i autorka eksperymentalnych filmów. 
Prezeska Salvage Art Institute (SAI), czyli Instytutu Sztuki Ocalałej, który założyła w 2009 r.
Jako artystka posługuje się zdrobniałą formą swojego imienia – Elka.

## Życiorys
Elka Krajewska urodziła się w Warszawie, gdzie ukończyła liceum im. Andrzeja Frycza Modrzewskiego. W 1989 wyemigrowała do Nowego Jorku. Tam ukończyła studia licencjackie z literatury i fotografii w City College of New York oraz studia magisterskie w Yale School of Art, gdzie studiowała fotografię u Nan Goldin i Richarda Bensona oraz rzeźbę u Ronalda Jonesa.
Krajewska jest artystką multidyscyplinarną – w swoich działaniach artystycznych posługuje się malarstwem, rzeźbą, cyfrowymi instalacjami filmowymi, fotografią oraz performance. W swojej twórczości wykorzystuje również elementy swojej biografii i codziennej egzystencji.
W 2007 stworzyła pierwszy w historii abstrakcyjny film eksperymentalny IMAX „Plany Mela”, który był wyświetlany na ekranie Omnimax (360º Imax Dome). Zawiera trzy kadry z Kwartetu Dantego, które są hołdem dla Stana Brakhage’a, który ręcznie malował taśmę filmową Imax, ale nigdy nie udało mu się jej wyświetlić.
Przez wiele lat współpracowała z Ontological-Hysteric Theatre w Nowym Jorku, gdzie tworzyła rekwizyty do przedstawień Richarda Foremana, jak również przy archiwach Ilji i Emilii Kabakov.
W latach 2007-2022 opiekowała się praktyką artystyczną warszawskiej KrajM, prywatnie matki artystki – Marii Krajewskiej (artystki i specjalistki rozwiązań technicznych kostiumów filmowych i teatralnych).
W 2009 założyła Salvage Art Institute (SAI) w Nowym Jorku, którego jest prezeską. Instytut zajmuje się dziełami sztuki, które oficjalnie usunięto z obiegu rynku sztuki i uznanymi przez firmy ubezpieczeniowe za „całkowitą stratę”.
Swoje prace prezentowała w Galerii Arsenał w Białymstoku, Soloway Gallery w Nowym Jorku, w Galerii lokal_30, z którym stale współpracuje, a także w Carico Massimo w Livorno we Włoszech. Jej prace filmowe prezentowane są w Filmotece Muzeum Sztuki Nowoczesnej w Warszawie.
W latach 1989-2022 mieszkała i tworzyła w Nowym Yorku. Od 2022 mieszka i pracuje w Warszawie.

## Wystawy

### Wystawy zbiorowe
- 2025: Nagi owoc (wspólnie z: Eternal Engine (Martix Navrot & Jagoda Wójtowicz), Maja Janczar, Nadia Markiewicz, Małgorzata Mycek, Beati Jolanda Niesyta, Ada Adu Rączka, Sebulec, Katarzyna Szenajch, Wiktoria Walendzik, Liliana Zeic), Galeria Promocyjna, Warszawa[13]; Linia dalekosiężna (razem z: Maria Anto, Karolina Breguła, Zuzanna Janin, Monika Mamzeta, Anna Orbaczewska, Anna Panek, Joanna Rajkowska, Katya Shadkowska, Mateusz Szczypiński, Alicja Wahl, Julia Woronowicz, Ewa Zarzycka, Liliana Zeic), Galeria lokal_30, Warszawa[14]
- 2024: Chcemy całego życia. Feminizmy w sztuce polskiej, PGS w Sopocie[10]

### Wystawy indywidualne
- 2022: Masz tu być, Galeria lokal_30, Warszawa[15]
- 2016: With Charlotte Mad-eline, Soloway Gallery[16]
- 2013: Pole Lokalne, Galeria Arsenał, Białystok[17]